# 仁川南洞アジアードラグビー競技場
仁川南洞アジアードラグビー競技場（インチョンナムドンアジアードラグビーきょうぎじょう、인천남동아시아드럭비경기장）は、韓国の仁川広域市南洞区にあるラグビー専用競技場。収容人数は5,078人。ラグビー競技のほか、サッカー競技も開催可能であり、2014年アジア競技大会ではラグビー競技とサッカー競技の試合が開催された。ラグビー競技では男女ともに全試合でこの競技場を使用、サッカー競技では女子のプールステージで使用された。2015年からはWKリーグの仁川現代製鉄レッドエンジェルズが本拠地として使用。